# Agama agama
El agama común o lagarto de fuego (Agama agama) es una especie de reptil africano de la familia Agamidae propio del África subsahariana, de inconfundible aspecto por sus vivos colores. Ha sido introducido en Florida y a veces, por el color de sus escamas que recuerda al traje del personaje de Marvel, se le llama «lagarto Spider-Man»

## Alimentación

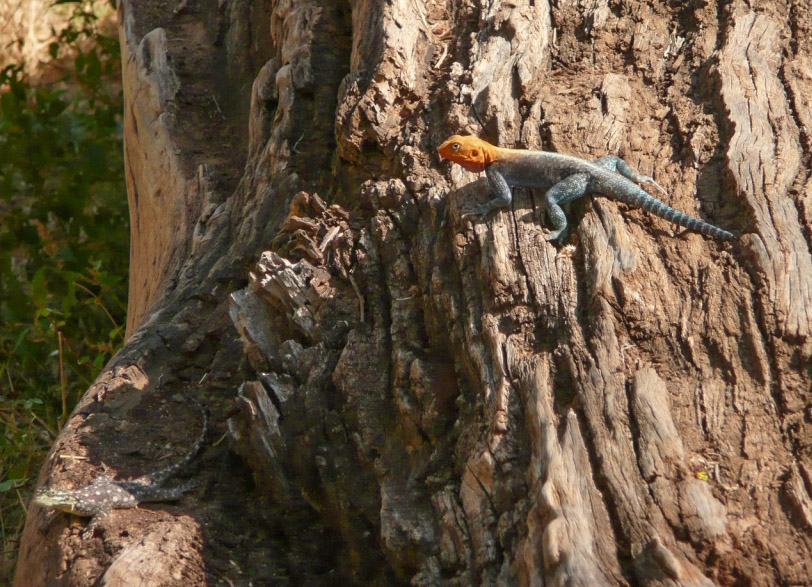
Agama agama, Reserva Nacional de Samburu, Kenia (2007)

Los lagartos spiderman son principalmente insectívoros , pero se sabe que comen pequeños mamíferos, flores , césped y frutas. Su dieta consiste principalmente en hormigas , grillos , escarabajos y termitas . Atrapan a sus presas usando su lengua , cuya punta está cubierta por glándulas mucosas que permiten al lagarto sujetar presas más pequeñas.

## Comportamiento
Los ágamas macho exhiben un marcado territorialismo, combatiendo entre sí para establecer y defender sus dominios. La organización social se caracteriza por grupos jerárquicos compuestos por un macho dominante (gallo), un número variable de hembras y machos subordinados. La reproducción dentro del grupo es exclusiva del macho dominante. Los machos subordinados solo tienen derecho a acceder a la reproducción matando al gallo actual o estableciendo colonias fuera de los territorios establecidos. El centro del territorio del gallo suele estar marcado por un elemento físico distintivo, como un árbol o una roca, que sirve como punto de reunión para los lagartos. En entornos urbanos, la competencia por el espacio se intensifica, lo que conduce a un aumento en la frecuencia de las confrontaciones entre machos. Tienen un extraño lenguaje corporal parecido al de las abejas, en el que pueden comunicarse a través de movimientos y posturas o cambiando de color. El movimiento de cabeza significa diferentes cosas según quién lo haga. Entre machos, es una señal de desafío. Pero cuando un macho mueve la cabeza hacia una hembra, intenta hacer un ritual de apareamiento.